# Truls Ove Karlsen
Truls Ove Karlsen (ur. 25 kwietnia 1975 w Oslo) – norweski narciarz alpejski. Najlepsze wyniki w Pucharze Świata osiągnął w sezonie 2003/2004, kiedy to zajął 22. miejsce w klasyfikacji generalnej. Najlepszym wynikiem Karlsena na mistrzostwach świata jest 6. miejsce w gigancie na mistrzostwach w Åre. Najlepszym wynikiem na Igrzyskach Olimpijskich jest 21. miejsce w gigancie na Igrzyskach w Vancouver.

## Sukcesy

### Puchar Świata

#### Miejsca w klasyfikacji generalnej
- 2001/2002 – 35.
- 2002/2003 – 28.
- 2003/2004 – 22.
- 2004/2005 – 57.
- 2006/2007 – 108.
- 2007/2008 – 82.
- 2008/2009 – 111.
- 2009/2010 – 76.

#### Miejsca na podium
1. Sestriere – 16 grudnia 2002 (KO slalom) – 3. miejsce
2. Kranjska Gora 29 lutego 2004 (slalom) – 1. miejsce